# Betrieb (Fahrzeug)
Der Betrieb eines Kraftfahrzeugs ist seine Teilnahme am Straßenverkehr, unabhängig vom betriebsbereiten Zustand und der Inbetriebnahme.
Nach den gesetzlichen Regeln des Straßenverkehrs (Deutschland StVZO, Österreich StVO, in der Schweiz und den meisten EU-Staaten sind die Regelungen entsprechend) ist der Betrieb eines Fahrzeugs jedwedes Einwirken des Fahrzeugs auf den Straßenverkehr, umfasst also das Versetzen in betriebsbereiten Zustand (Umdrehen des Zündschlüssels und anders), die Inbetriebnahme (Starten des Motors), das Führen („das Fahrzeug in Bewegung setzen oder in Bewegung halten“, also auch das Abschleppen und Anschleppen), aber auch das Parken, Ein- und Aussteigen, Be- und Entladen oder Anschieben.
Versicherungsrechtlich umfasst Betrieb aber auch alle entsprechenden Vorgänge, soweit sie nicht auf öffentlichen Verkehrsflächen stattfinden, also etwa auf Privatgrund oder in Wald und Flur, und auch hier besteht Gefährdungshaftung.
Der Betrieb endet, wenn das Fahrzeug die Verkehrsfläche und den betriebsbereiten Zustand verlässt, also „auf privatem Gelände oder in der Garage abgestellt wird“.
Rechtskonformer Betrieb eines Fahrzeugs setzt eine bautypenbezogene Betriebserlaubnis, wie auch eine Zulassung des Fahrzeugs selbst, sowie eine Eignung und Berechtigung des Fahrzeughalters voraus. Letztere ist nicht die Fahrerlaubnis, die insbesondere zum Führen des Fahrzeugs berechtigt, setzt aber insbesondere Verkehrstauglichkeit voraus.